# Кароліна Дікманн
 Кароліна Дікманн  (порт. Carolina Dieckmann; рід. 16 вересня 1978, Ріо-де-Жанейро) — бразильська кіноакторка.

## Біографія
З 13 років працювала як модель, беручи участь у численних рекламних проєктах. Була помічена режисерами телекомпанії Глобу, і з тих пір регулярно знімається в теленовеллах. В Україні здобула популярність завдяки ролям у серіалах «Тропіканка», де зіграла юну Асусену, «В ім'я кохання» — роль Катаріни, а також роль хворої на лейкемію Каміли в «Сімейні узи» і Ізабел в «Господині долі».

## Родина
Народилася в сім'ї Роберта і Майрі Дікманн. Має 3 братів: Бернардо і молодших — близнюків Федеріко і Едгара. Також є однокровна сестра по батькові, венесуельська акторка і модель Крістіна Дікманн (Christina Dieckmann).
З 1995 по 2004 рік була в шлюбі з актором Маркусом Фрота, вдівцем і батьком трьох дітей. Церемонія одруження відбулася на арені цирку. У квітні 1999 року народила сина Давида. Вони розлучилися після зйомок телесеріалу Жінки в любові.
6 травня 2007 року одружилася з Тьяго Воркманом. 14 серпня 2007 року народила сина Жозе.

## Фільмографія
Кароліна Дікманн знялася в кількох телевізійних серіалах виробництва телекомпанії «Глобу», деякі з яких демонструвалися в Україні:
| Рік  | Оригінальна назва        | Назва українською        | Роль                                                                                    |
| ---- | ------------------------ | ------------------------ | --------------------------------------------------------------------------------------- |
| 1993 | Sex Appeal               | Сексуальна привабливість | Клаудія Гарсія Таварес                                                                  |
| 1993 | Fera Ferida              | Ранений звір             | Кароліна (Керол)                                                                        |
| 1994 | Tropicaliente            | Тропіканка               | Асусена / Açucena                                                                       |
| 1995 | Malhação                 | Тренування               | Жуліана Сміт (Жулі)                                                                     |
| 1996 | Vira Lata                | Дворняжка                | Рената                                                                                  |
| 1997 | Por Amor                 | В і'мя кохання           | Катаріна Перейра                                                                        |
| 2000 | Laços de Família         | Сімейні узи              | Камілла / Camila Lacerda Ferrari                                                        |
| 2001 | As Filhas da Mãe         | Діти Єви                 | Luise de Mershéél                                                                       |
| 2003 | Mulheres Apaixonadas     | Жінки в коханні          | Edwiges Batista                                                                         |
| 2004 | Da Cor do Pecado         | Колір гріха              | Julia                                                                                   |
| 2004 | Senhora do Destino       | Володарка долі           | Ізабель Естевес Тедеско (Ліндалва Феррейра да Сілва) / Марія ду Карму Феррейра да Сілва |
| 2006 | Cobras & Lagartos        | Змії і ящірки            | Leona Pasquim Montini                                                                   |
| 2007 | Sexo com Amor?           |                          | Луїза                                                                                   |
| 2007 | Onde Andará Dulce Veiga? |                          | Márcia Felácio                                                                          |
| 2008 | Três Irmãs               | Три сестри               | Suzana Jequitibá Áquila                                                                 |
| 2010 | Passione                 | Пристрасть               | Діана Родригес                                                                          |
| 2011 | Fina Estampa             | Вишукана гравюра         | Теодора                                                                                 |
| 2012 | Salve Jorge              | Георгій Переможець       | Джессіка                                                                                |
| 2015 | A Regra do Jogo          | Правила гри              | Lara Ferreira da Silva                                                                  |
| 2018 | Treze Dias Longe do Sol  |                          |                                                                                         |
| 2018 | O Sétimo Guardião        | Сьомий хранитель         | Афродіта                                                                                |
| 2023 | Vai na Fé                |                          |                                                                                         |